# Премія «Люм'єр» (20-та церемонія)
20-та церемонія вручення Премії «Люм'єр» французької Академії «Люм'єр» відбулася 2 лютого 2015 в культурному центрі Espace Pierre Cardin в Парижі. Номінантів було оголошено 12 січня 2015 року. Фільм Святий Лоран. Страсті великого кутюр'є номінувався у найбільшій кількості категорій — 5. Стрічки Тімбукту, Сім'я Бельє та Винищувачі отримали найбільшу кількість нагород — по 2.

## Список лауреатів та номінантів
| Найкращий фільм | Найкращий режисер |
| --- | --- |

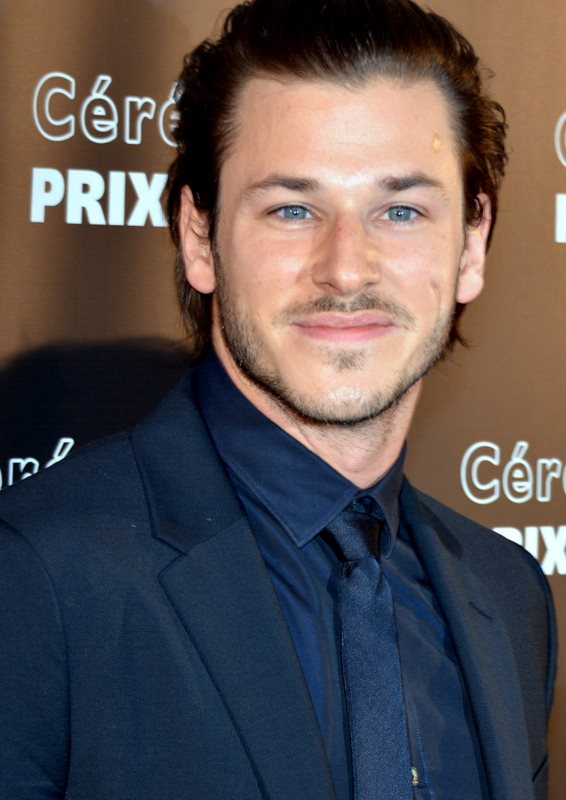
Гаспар Ульєль, Найкращий актор.

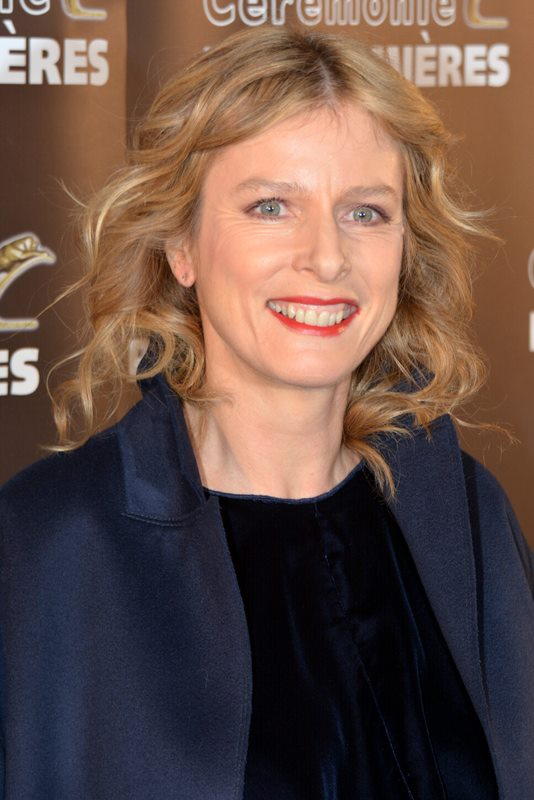
Карін Віар, Найкраща акторка.

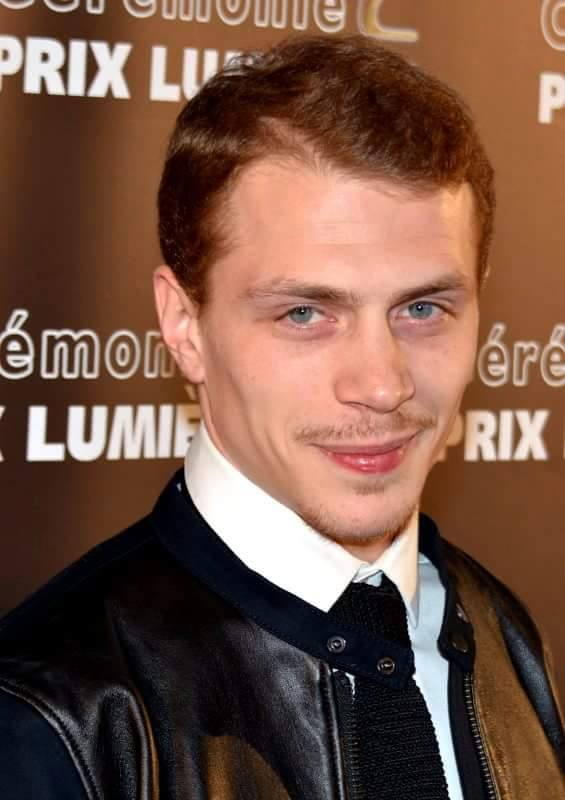
Кевін Азіз, Найкращий молодий актор.

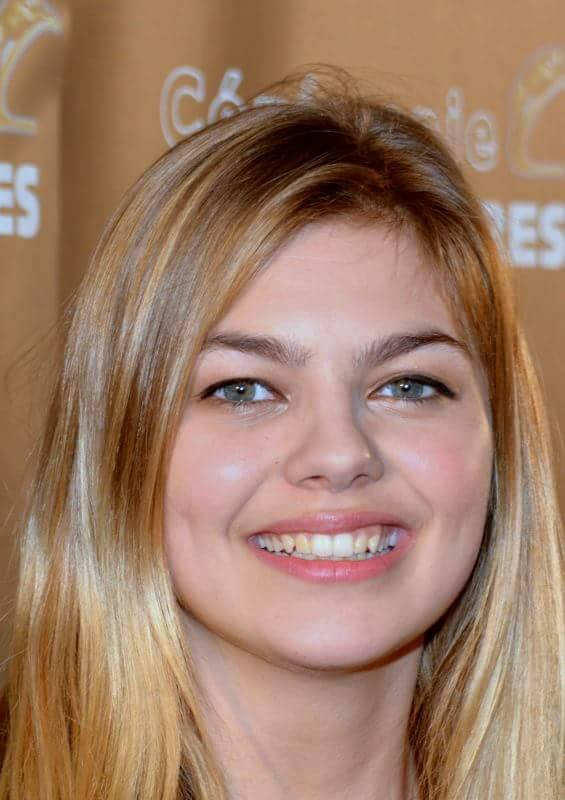
Луан Емера, Найкраща молода акторка.

| Тімбукту - Дівоцтво - Сім'я Бельє - Не його стиль - Святий Лоран. Страсті великого кутюр'є - 3 серця | Абдеррахман Сіссако — Тімбукту - Люка Бельво — Не його стиль - Бертран Бонелло — Святий Лоран. Страсті великого кутюр'є - Бенуа Жако — 3 серця - Седрік Кан — Дике життя - Селін Ск'ямма — Дівоцтво |
| Найкращий актор | Найкраща акторка |
| Гаспар Ульєль — Святий Лоран. Страсті великого кутюр'є - Гійом Кане — Наступного разу я стрілятиму в серце та Чоловік, якого надто сильно любили - Ромен Дюріс — Нова подружка - Матьє Кассовітц — Дике життя - П'єр Ніне — Святий Лоран. Страсті великого кутюр'є - Бенуа Пульворд — Три серця | Карін Віар — Сім'я Бельє та Лулу — гола жінка - Жюльєт Бінош — Зільс-Марія - Емілі Дек'єнн — Не його стиль - Шарлота Генсбур — 3 серця та Самба - Адель Енель — Винищувачі та Чоловік, якого надто сильно любили - Сандрін Кіберлен — Вона його обожнює                                                                                                |
| Найперспективніший актор | Найперспективніша акторка |
| Кевін Азіз — Винищувачі - Тома Блюменталь — Секс за передплатою - Жан-Батист Лафарж — Секс за передплатою - Бастіан Бульон — Вищий світ - Дідьє Мішон — Лихоманки - П'єр Рошфор — Чудова неділя - Марк Зінга — Хай Аллах благословить Францію!                                                  | Луан Емера — Сім'я Бельє - Жозефін Жапі — Я дихаю - Лу де Лааж — Я дихаю - Еліс Ісааз — Секс за передплатою - Аріан Лабед — Фіделіо, одіссея Аліс - Каріджа Туре — Дівоцтво - Ана Жирардо — Вищий світ та Наступного разу я стрілятиму в серце |
| Найкращий дебютний фільм | Найкращий кіносценарій |
| Винищувачі - Тусовщиця - Вона його обожнює - Chante ton bac d'abord - Хай Аллах благословить Францію! - Клуб Смуток | Божевільне весілля — Філіп де Шоврон та Гі Лоран - Гіппократ — Томас Лілті, Жульєн Лілті, Байя Касмі та П'єр Шоссон - Ла Френч — Одрі Дівон та Седрік Хіменез - Вона його обожнює — Жанна Еррі та Гаелль Масе - Святий Лоран. Страсті великого кутюр'є — Томас Бідегайн та Бертран Бонелло - Сім'я Бельє — Станіслас Карре де Мальбер та Вікторія Бедо |
| Найкращий франкомовний фільм | Найкращий оператор |
| Два дні, одна ніч Бельгія Франція Італія - Це вони собаки… Марокко - Лихоманки Марокко - Людина із Орана Алжир - Мамочка Канада - Біг Кот-д'Івуар | Ремі Шеврен — За життя - Ів Кап — Дике життя - Жозі Дешайє — Святий Лоран. Страсті великого кутюр'є - Софіан Ель Фані — Тімбукту - Даріус Хонджі — Магія місячного світла - Арно Потьє — Я дихаю |
| Спеціальний Приз журі | |
| Дівоцтво — Селін Ск'ямма | |
| Почесна премія | |
| Жан-П'єр Мокі | |

## Фільми з найбільшою кількістю номінацій та нагород

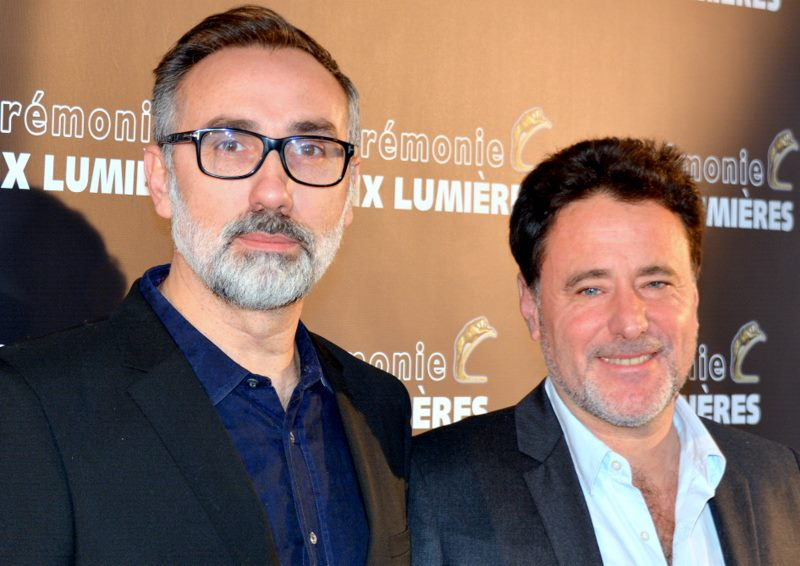
Гі Лоран та Філіп де Шоврон, Найкращі сценаристи.

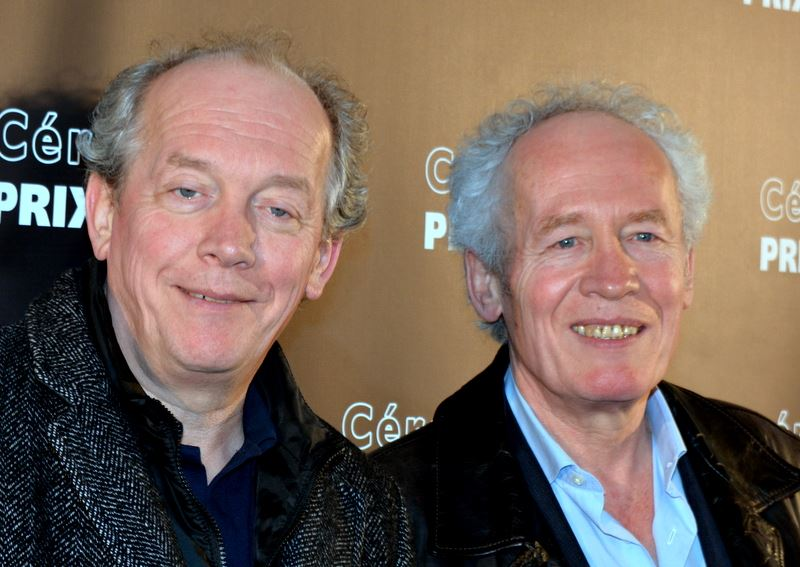
Брати Дарденн, режисери Найкращого франкомовного фільму Два дні, одна ніч.

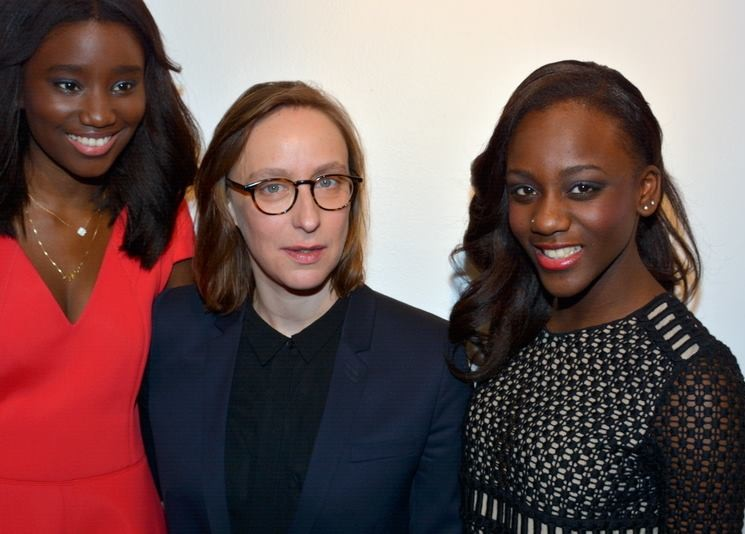
Каріджа Туре, Селін Ск'ямма та Асса Сілла, акторки і режисер, лауреати спеціального Призу журі (Дівоцтво)

| Номінації                            | Фільм                                  |
| ------------------------------------ | -------------------------------------- |
| 5                                    | Святий Лоран. Страсті великого кутюр'є |
| 4                                    | Три серця                              |
| 4                                    | Сімейство Бельє                        |
| 3                                    |                                        |
| Тімбукту                             |                                        |
| Винищувачі                           |                                        |
| Дівоцтво                             |                                        |
| Не її стиль                          |                                        |
| Дике життя                           |                                        |
| Вона його обожнює                    |                                        |
| Я дихаю                              |                                        |
| Секс за передплатою                  |                                        |
| 2                                    |                                        |
| Наступного разу я стрілятиму в серце |                                        |
| Чоловік, якого надто сильно любили   |                                        |
| Вищий світ                           |                                        |
| Хай Аллах благословить Францію!      |                                        |
| Лихоманки                            |                                        |

| Нагород         | Фільм |
| --------------- | ----- |
| 2               |       |
| Тімбукту        |       |
| Сімейство Бельє |       |
| Винищувачі      |       |